# Книва
Книва (Овид, Хонул, Хунуил, Kniwa, Cniva, Hunuil Unilt, Huneil, Wnult, Hunila, Hunwil, Hunull d'Ostrogothie) — второй король готов приблизительно в 250—283 годах.

## Биография
Книва упоминается в труде романизированного гота VI века Иордана «О происхождении и деяниях гетов» — источника, особенно касающегося ранней истории готов, не всегда надёжного. Согласно данным Иордана, Книва был преемником Остроготы, но принадлежал к другой династии. Хотя Книва, кроме как у Иордана, неизвестен из других источников, да и у того не назван королём, а упоминается только по имени, он в целом рассматривается как историческое лицо.
По мнению некоторых исследователей, предводителя готов по имени «Книва» никогда не существовало. Дексипп, впервые так его назвавший в «Скифской войне», не знал, что германцы словом *knewa (*knewan) обозначали степень ближайшего родства по мужской линии, то есть сына и наследника, причем наследника самого знатного происхождения. В германском войске таким человеком мог быть только сын Остроготы Унуил (Hunuil) Архивная копия от 11 мая 2019 на Wayback Machine.
Весной 250 года три воинские колонны вторглись на земли Римской империи. Целью нападения были провинции Дакия и Мёзия, включая и территорию Фракии. Поход осуществлялся под руководством готского короля Книвы, который, кроме своего собственного народа, мобилизовал и ряд других племён. Среди них можно назвать карпов, бастарнов, тайфалов и асдингов-вандалов. Вероятно, там были даже римские перебежчики. Иордан приводит данные о численности войска Книвы в 70 000 воинов. Ход и результат военного похода показывают, что готы уже достигли вершины своей власти и влияния. Среди участвовавших в нападении народностей германско-сарматского происхождения они имели уже явный перевес. Сам Книва проявил себя как полководец, обладающий отнюдь не примитивными знаниями в области тактики и стратегии. И его королевская власть, похоже, настолько укрепилась, что он мог переносить потери и поражения, не опасаясь того, что его люди тотчас разбегутся.
После преодоления трансалютанского лимеса главному войску Книвы удалось перейти реку Алюту (совр. Олт). После этого карпы отделились от готов и отправились вверх по Алюте в Дакию. Книва переправился через Дунай из сегодняшнего Челея в Эск (совр. Гиген) отклонился влево и вниз по течению и вступил в Нижнюю Мёзию. Третья группа, которая, вероятно, находилась под руководством вождей Аргайта и Гунтериха, уже перешла к тому времени Нижний Дунай, вторглась в нижнемёзийскую Добруджу и затем дошла до фракийского Филиппополя (совр. Пловдив). В то время как южная армия начала осаду города, Книва предпринял попытку захватить противника в клещи. От Нов (совр. Стъклен, под Свиштовым), вблизи устья реки Ятра (совр. Янтра) готы были отброшены легатом Мёзии Галлом. Книва, однако, не повернул обратно, а отправился вверх по Янтре на юг, чтобы соединиться с другой группой под Филиппополем. Император Деций между тем освободил Дакию от карпов. Теперь он попытался задержать и разбить готов. Неожиданно Деций появился под Никополем, но Книва, уже разграбив город, исчез в горах Балканского массива. Деций преследовал готов в горах и надеялся уже через несколько дней снять осаду с Филиппополя. Тогда Книва развернулся и напал на императорскую армию, которая отдыхала после преодоления перевала Шипка в Берое (совр. Стара-Загора). Поэтому Деций вынужден был спешно вернуться в Новы, на подготовленную Галлом позицию. Здесь вблизи Эска он реорганизовал свои разбитые отряды. Но на это ушли месяцы; только весной 251 года римская дунайская армия была готова к действию. Зато Филиппополь был потерян ещё летом 250 года. Запертые в городе фракийские отряды провозгласили императором Приска, для того чтобы он заключил с готами соглашение. Было предложено передать неприступный город готам и побрататься с ними. Но готы не выполнили соглашения. При взятии города творилось нечто ужасное. Предание говорит о 100 000 погибших. Кто не погиб, тот был уведён в плен, в том числе много лиц сенаторского звания. Об узурпаторе больше никто ничего не слышал.
Падение города позволило готам как следует осмотреться во Фракии, а также, по-видимому, и в граничащей с ней Иллирии. Они не особо спешили с возвращением на родину, хотя оба Деция, отец и сын, стояли на севере на Дунае. Не раньше весны 251 года Книва отправился в обратный путь. Отягощённые добычей, готы шли тем путём, которым в прошлом году двигалась их южная группа, но теперь в обратном направлении — на северо-восток. Между тем император назначил своего сына Геренния Этруска августом. После нескольких первых успехов в разгар лета 251 года римляне предприняли наступление на главные силы готов у Абритта (совр. Хисырлык), находившегося вблизи современного болгарского города Разград. Книва, который, по-видимому, лучше знал местность, заманил своего противника в необозримые болота. Он разделил готское войско на несколько тактических единиц, с помощью которых попытался окружить императорские отряды. Этот маневр удался, Деций и его сын погибли.
С трудом Требониан Галл спас остатки римской армии, которая провозгласила его после этого императором. Он был вынужден дать готам, которые забрали с собой в качестве добычи множество людей и богатств, уйти, и, кроме того, выплатил им ежегодние платежи. Поэтому до сих пор его упрекают в предательстве и бездарности. На самом деле его действия были вызваны непреодолимым развитием событий. После поражений под Бероей и Филиппополем, и особенно после катастрофы под Абриттом, у нового императора не было другого выбора и он должен был как можно скорее избавиться от готов. Одновременно разразилась и эпидемия чумы, которая бушевала целый год. Силы империи были почти истощены.
Книва часто отождествляется с готским вождём Каннабой (Каннабавдой), про которого известно, что он в 271 году потерпел поражение от римского императора Аврелиана и погиб. Вместе с ним погибли и его люди, якобы 5000 человек.

## Книва в культуре
- Юный Книва является одним из главных героев «Римского цикла» Александра Мазина.